# ばとね!!〜ばとるねこみみさん〜
ばとね!!〜ばとるねこみみさん〜は、RPGツクール2000を用いて制作されたフリーゲーム。2006年6月9日公開。ジャンルはRPG。作者は木下英一。
コンテストパークで金賞受賞（コンパクWeb2006Summer）、名誉の殿堂入り。

## 概要
現代日本のとある市に突如として現れたネコミミの少女が、彼女をかくまった女子高校生と共に、突如として現れた魔物の群れから市を守るために戦うという、ライトノベル的なファンタジーを基礎としたストーリーのゲームである。表題の通り「バトルもの」の要素を含んでいるものの、ゲーム全体はほのぼのとした作品として評価されている。コンテストパークでは着替えシステムを中心としたインターフェース・グラフィックの独自性、キャラクターのかわいらしさが選者らに評価された。
登場人物には、これまでの作者の作品（主に『フェイレンワールド』シリーズ）のメインキャラクターを髣髴とさせる容貌と性格をもっている者が多い。
なお、現在配布されているバージョン「ばとね!!～ばとるねこみみさん～ Plus」は、コンテストパーク時のバージョンへ大幅に追加要素を加えたものである。詳細は後述する。

## ストーリー
現在の日本で、とある市に住む裕福な一族の女子高校生・光可憐（ひかり かれん）が、友人と下校中に、突如として空から降ってきた全裸でネコミミの娘をキャッチしたことから物語が始まる。可憐はそのネコミミ娘を自宅に連れ帰り、ワンピースを買い与えるなどして介抱したのだが、少女は逃走してしまった。
翌日、突如として可憐たちの通う高校がゴブリン達に占拠されてしまい、可憐は人質として捕らえられてしまう。そこに現れたのは、昨日助けたネコミミ娘。可憐を助けるために舞い戻ってきた彼女は、「リミュレ」と名乗り、そのまま可憐に同行するようになる。ここから、市にはびこった巨悪を退治するための2人の大冒険が始まるのであった・・・。

## システム

### ストーリー進行
基本的にストーリーは章立てされており、各章ごとに決められたイベントを完遂することによりクリアとなる。
いくつかサブイベントも用意されており、これらをこなすことで特別なコスチュームが得られることもある。

### バトル
このゲームのバトルは、RPGツクール2000に標準装備されているものではないが、基本的に主人公・リミュレと敵モンスターによる1対1のターン制になっている。なお、たとえリミュレがやられてしまっても、可憐のサポートによりその場でリミュレを回復させることが可能。（リミュレの回復が間に合わず可憐までやられてしまったらゲームオーバー）
このゲームのバトルを特徴付けるシステムとして、コマンドのカスタマイズやPPというポイントの存在が挙げられる。このゲームでは、後述するように様々なコスチュームが存在し、コスチュームごとに色々なコマンド（技）を使用・習得することができる。そして、一旦習得したコマンドは、他のコスチュームの着用時にも同時に1種類だけ（ワンピース着用時は2種類だけ）用いることができる。
また、コマンドを使用するときにはPPを割り振ることになる。PPは他のゲームでいうところのMPのように扱われるもので、コマンド使用時にPPを消費することで威力・効果が変化する。PPを使わずとも有用なコマンドもあるが、PPを強制的に一定値消費したり、PPを1以上消費して使わないと効果が発揮されなかったりするコマンドもある。アイテムによる回復の他、ターン経過などでも自動回復するので、上手く計画的に使うのがよい。

### パワーアップ
このゲームにはレベルの概念が無く、バトル勝利時に得られる経験点（他のゲームでの『経験値』に類する）を消費することで、最大HP・最大PP・OP（攻撃力）・DP（防御力）・SP（技術力、一部コマンドの威力に影響）の5種類のパラメータを個別に上昇させることができる。
パラメータにはそれぞれ上限値が設定されており、そのままではそれ以上にパラメータを上げることはできない。この上限値は特定のイベントをこなすことで段階的に上がる。

### コスチューム
初め、リミュレは純白のワンピースを着ているのだが、イベントによって新しい服装を入手することがある。これがコスチュームであり、この力によりリミュレが新しいコマンドを覚えたり、今まで行けなかった場所に行けるようになったりする。前者は現れる敵の弱点を付きバトルを楽にするために、後者はストーリー上必ず行くことになる目的地に行くための手段として、必要に応じて着替えるのが重要である。
コスチュームを変えることでバトル中に、普段はワンピースのリミュレ（と、コスチュームによっては、普段は高校の制服姿の可憐）の外見が変化する。

## 登場人物
このゲームの人物名は、役職名などでない限り、ゲーム内では漢字で表記されることがない。しかしここでは、読みやすさを優先し適宜表記を使い分けている。

### メインキャラクター
リミュレ・スエイ
15歳のネコミミの少女。
可憐の元に現れた少女であり、その直後は過去の記憶を失っていた。帰るべき家も無いので仕方なく可憐の家に居候することになる。
快活で素直だが、考えが足りない節がある。
可憐の「ぼでぃがぁど」と称し、魔物たちを退治し町に平和を取り返そうとする可憐のために身を盾にして戦う。戦う際は、様々なコスチュームをまとうことで多彩な技を使えるようになる。
セロリが大好物。
光 可憐（ひかり かれん）
16歳の女子高校生。
地元ではよく知られた良家の一人娘だが、簡素な生活を好み、一軒家にメイドの桜と2人で住んでいた。しかし、リミュレが現れてからは彼女を部屋に居候させている。
クールで落ち着いた性格。頭の良くないリミュレを、戦闘中はサポートし、ダンジョン内の仕掛けのような謎を解くのも代わりに行うことになる。

### サブキャラクター
間宮 桜（まみや さくら）
光家のメイド。年齢は非公開（外見はとても若々しい）。
メイドであると同時に、可憐のお目付役的存在でもあり、彼女に家事の指導をしたこともある。いわゆるメイド服を着ることは稀で、普段は大体、和装に割烹着姿である。
家事を手際良くこなすメイドとしての優秀さの一方で、刀の扱いに優れていたりゲームに詳しかったり、その他にもまだまだ多くの謎を秘めた女性である。
河野　美由紀（こうの みゆき）
可憐の親友で、16歳。愛称は「みゆ」。
可憐とリミュレが出会ったときに居合わせていた。その際もそうだったのだが、慌てやすい。
小野田 真里香（おのだ まりか）
可憐のクラスの副委員長で16歳。
真面目な眼鏡の少女で、大切なお守りを無くして困っている。
花 理恵（はな りえ）
可憐の友人で八百屋の娘。16歳。
ネコミミのカチューシャを付け、好奇心の赴くがままリミュレと可憐の行く所に先回りしている。
なぜか大量に確保しているアイテムを売ってくれる。
鈴藤由 テイル・スウイ（れいとうゆ_）
ハーフの双子姉妹。共に15歳。それぞれ愛称は「てい」と「すう」。
2人揃ってコスプレが趣味。テイルはよく、可憐をコスプレに誘う。

## 「ばとね!!Plus」について
ばとね!!～ばとるねこみみさん～ Plusは、「ばとね!!」の発表よりほぼ1年後（2007年5月22日）に公開された、様々な要素の追加されたフリーゲーム作品である。基本的にメインストーリーやバトルシステムに変更はないものの、新しいサブイベントやコスチューム、エンディングが追加されたり、「ばとね!!」の後日談的シナリオが追加されたりなど、大幅にボリュームアップしている。
新しいコスチュームには、他のツクール作品の登場人物の衣装を模したものがある。それらを用いることで、該当する作品中の技を使うこともできる。
風と空の魔法店
「シルフィードのアトリエ」（作者・MiniDraco）より、シルフィード・エイテル
A,P
「Afternoon,Party」（作者・阿須端坊）より、エルシー・テトロ
百戦練磨連打侍
「ミチル見参！」シリーズ（作者・あさソン）より、ミチル
コスミリアの英雄
「黒魔剣士アース」シリーズ（作者・タクミ）より、アース・ルナ
CUBE!
「CUBE!」（作者・MASA）より、アルト・ミント・マリネ

## 「こちるだ」について
こちるだ（狐~）は、「ばとね!!」の後の話を描いた4コマ漫画である。
「ばとね!!」から2年近く経った後、子狐を助けようとして落命した少年が、その子狐の力により狐の耳と尻尾を持つ少女として生き返り、そのまま人間の頃の友人とコメディを繰り広げる、といったようなギャグ漫画である。主な舞台となるのが、可憐たちが通うのと同じ高校であり、登場人物も一部共通する。なお、美月は可憐とは2学年下（高校1年生）である。
美少女の登場するフリーゲーム（いわゆるギャルゲー）専門の紹介サイト・ビリジアンに投稿されている。「ばとね!!」発表以前の2005年12月7日からほぼ定期的に掲載されており、中盤までは「ばとね!!」の知識が前提とされていない。なお、この世界観のつながりに関しては、「ばとね!!Plus」で追加されたシナリオにて説明されている。

### キャラクター
「ばとね!!」での説明と重複しないキャラクターのみ挙げる。
井上 美月（いのうえ みつき）
主人公の「狐っ娘」。元々は男子高校生だった。山積みにされた古タイヤの崩落から子狐を助けようとして、一緒に死んでしまうものの、子狐の力で蘇った。しかし、その時に狐の耳と尻尾が付き、おまけに性転換までしてしまったのだった。
以前は運動神経が鈍かったものの、狐っ娘になってからは恐ろしい運動能力を身に付けた。それでも、もともと低かった背（139.7cm）は伸びなかった。
東 光（あずま ひかる）
美月の幼馴染みでクラスメイトの少女。よく美月と一緒に行動している。
チェルシー
死んでしまった子狐（雌）の霊。美月同様の狐っ娘の姿で、ナース風の服装で現れる。
美月の姿を変えてしまったお詫びにと、生活のサポート役として井上家に住みつく。
リッツ・クリス
美月のクラスメイト、日本生まれのハーフで金髪の少女。
高校の入学式で、（まだ男だった）美月に一目惚れする。美月が狐っ娘になると、その熱はますます盛んになった。
井上 牡丹（いのうえ ぼたん）
美月の妹で兄とは仲良し。中学3年生。美月よりずっと背が高い。
吉田 義久（よしだ よしひさ）
美月のクラスメイトで、中学時代からの友人。

## その他
かつてリミュレの身長・体重・誕生日がそれぞれ、154cm・41kg・12月15日とされたことがある。フリーゲーム制作者・*Free（バーボンハウス）が2007年のエイプリルフールに掲載した対戦格闘ゲームの嘘企画「E's Laf」の記事の中で、キャラクターの1人としてリミュレが採用されており、そこでの設定。ただし、作者公認で行ったこととは言え、エイプリルフールのネタの中での設定なので、公式のものとしては信頼できない可能性もある。なお、他に誕生日の設定されているキャラクターには、「こちるだ」の美月（3月3日）がいる（こちらは作者が自サイト内で、ペンタブレットを入手した日に因んで設定したことを明言している）。